# Lotyšský fotbalový šampionát 1923
Třetí ročník Latvijas čempionāts futbolā (Lotyšského fotbalového šampionátu) se hrálo za účastí opět šesti klubů.
Šest klubů byli v jedné skupině a hrálo se systémem každý s každým. Titul získal opět klub z Rigy FK Ķeizarmežs.